# Patu vitiensis
Patu vitiensis is een spinnensoort uit de familie Symphytognathidae. De soort komt voor in Fiji.